# Arracacia fruticosa
Arracacia fruticosa är en flockblommig växtart som beskrevs av Joseph Nelson Rose. Arracacia fruticosa ingår i släktet Arracacia och familjen flockblommiga växter. Inga underarter finns listade i Catalogue of Life.